# Jílové u Prahy
Jílové u Prahy é uma cidade checa localizada na região da Boêmia Central, distrito de Praha-západ.